# ابن سیرین
ابوبکر محمد بن سیرین (۳۳ ق. در بصره - ۹ شوال ۱۱۰ ق. بصره) از نامدارترین خواب‌گزاران مسلمان در سده‌های میانه بود.

## زندگینامه
محمد بن سیرین مشهور به ابن سیرین (متولد ۳۳ق در مدینه، درگذشتهٔ ۱۱۰ق در بصره) عالمی از طبقهٔ تابعین و پدران علم فقه بود. پدر او سیرین بردهٔ آزادشدهٔ انس بن مالک بود و این‌گونه، به هم‌راه برخی دیگر از موالی انس بن مالک هم‌چون حسن بصری (درگذشتهٔ ۱۱۰ق) نزد انس بن مالک رشد کرد و افزون بر استماع خاطرات انس از محمد به مشارکت‌جویی در حلقهٔ درس دیگر عالمان عصر خویش خاصه صحابهٔ پیامبر توجه نشان داد.
ابن سیرین در اعصار بعدی به خطا به تعبیر خواب شناخته شد و سبب این شهرت، اثری است که در سده‌های متأخر اسلامی به او منتسب گردیده‌است. ناصر گذشته، محقق معاصر، کوشیده‌است در ضمن مقالهٔ خود تحت عنوان «ابن سیرین» در دائرةالمعارف بزرگ اسلامی نشان دهد چنین انتسابی قابل‌دفاع نیست. به هر حال، شکی نیست که در سده‌های متأخرتر اسلامی، ابن‌سیرین در جامعهٔ اسلامی به تعبیر خواب شهرت بسیار داشت و در بارهٔ رجوع گستردهٔ مردم برای تعبیر خواب به او داستانهایی نقل شده‌است. نیز، در برخی از این داستان‌ها سبب آگاه‌شدگی او از علم تعبیر خواب، موهبت الهی به او به خاطر پاکدامنی او و فرار از گناه زنا یاد شده‌است.
ابن سیرین در سال ۱۱۰ و با فاصلهٔ اندکی از درگذشت حسن بصری درگذشت. شیوهٔ سلوک اخلاقی او با حسن بصری تمایزاتی داشت؛ به‌طوری که ضرب‌المثل «جالس الحَسَنَ او ابنَ سیرین» (یا با حسن بصری معاشرت نما یا با ابن سیرین) رواج یافت. برای نمونه، حسن بصری در اخلاق به زهد و کثرت حزن شناخته می‌شد؛ اما ابن سیرین شادی و امیدواری به رحمت خدا را ترویج می‌کرد. در تعالیم فقهی و رویکرد حدیثی نیز با همدیگر اختلافاتی داشتند. برای نمونه، ابن‌سیرین به این معروف بود که از مروجان تأکید بر پای‌بندی به نقل عین عبارت حدیث است؛ اما حسن بصری معتقد بود اگر معنای حدیث رسانده شود، تغییر الفاظ اشکالی ایجاد نمی‌کند. به هر حال، ابن‌سیرین در ادوار بعد هم‌چون یکی از بزرگان تابعین بصره شناخته شد.
پیشهٔ او فروش روغن بود. یک بار که روغن خریده بود و به سبب سهوی در ذخائر وی موش راه پیدا کرده بود، همهٔ روغن‌های خود را که نجس شده بود به‌دور ریخت و چون از پس پرداخت دیون خود برنیامد به زندان افتاد. در همین ایام پدر معنوی او انس بن مالک هم از دنیا رفت و چون انس وصیت کرده بود که ابن‌سیرین او را غسل دهد، به زحمت و با رای‌زنی بسیار توانستند او را برای چند روز از حبس خارج کنند تا در تجهیز جنازهٔ انس ایفاء نقش کند.
ابن سیرین پس از طی مقدمات علوم، به سفر روی آورد و در شهرهای مختلف سرزمین عربستان همچون مکه، کوفه و همچنین در تیسفون به گردآوری حدیث پرداخت. وی همچنین در مدت چهار سال اقامتش در دمشق به بازرگانی اشتغال داشت. در صحاح ششگانه اهل سنت از ابن سیرین به عنوان فقیهی صاحب رای یاد شده.
او همچنین در میان رجالیون از افراد ثقه است. از ابن سیرین دست‌نوشته‌هایی به جای مانده‌است که از میان آن‌ها می‌توان به الحیوان جاحظ اشاره کرد. داستان شرم و حیا

## داستان حیا ابن سیرین
یکی از مشتریان وی زنی بود که شیفته جمالش شده بود، روزی چند طاقه پارچه خرید و به بزاز گفت من نمی‌توانم پارچه‌ها را بیاورم، به شاگردت بگو آنها را برایم بیاورد. ابن‌سیرین پارچه‌ها را به خانه زن آورد و زن به او گفت پارچه‌ها را داخل بیاور. همین که داخل آمد، زن در را بست و خود را با بی‌حیایی در مقابل ابن سیرین قرار داد و گفت که اگر با من نباشی فریاد می‌زنم که تو می‌خواستی با من عمل منافی عفت انجام دهی.
ابن‌سیرین مانده بود که چه کند، توکل به خدا کرد و از خداوند یاری خواست و به ظاهر گفت که می‌روم تا آماده شوم. به دستشویی می‌رود، در آنجا از کثافات برمی‌دارد- چون در قدیم چاهی نبود و آن‌ها را برای کود حیوانی برمی‌داشتند- و به سر و صورت و لباس خود می‌مالد. وقتی بیرون می‌آید، زن می‌بیند آن جمال زیبا به کثافات انسانی متعفن شده‌است، در را باز و او را بیرون می‌کند.

## ویژگی‌های اخلاقی ابن سیرین
1. محمد هرگز با صدای بلند با مادرش سخن نگفت و هر گاه با او سخن می‌گفت چنان بود که گویی می‌خواهد سخنی را مخفیانه به او برساند و اگر کسی او را نمی‌شناخت و در حضور مادرش می‌دید، می‌پنداشت که وی بیمار است.[۵]
2. محمد در طول سال، یک روز در میان روزه می‌گرفت.[۶]
3. گروهی نزد محمد آمده و گفتند: ما از تو غیبت کردیم و حلالمان کن! او پاسخ داد: چیزی که خداوند بر شما حرام کرده‌است، من نمی‌توانم حلالش کنم![۷]
4. هرگاه در مورد یک موضوع، دو حدیث برایش نقل می‌شد، به حدیثی که دشوارتر بود عمل می‌کرد.[۸]
5. هرگاه سخن می‌گفت و حدیث نقل می‌کرد، می‌خندید و از احوال مردم می‌پرسید، ولی هرگاه از او دربارهٔ فقه و حلال و حرام مسئله‌ای می‌پرسیدند، رنگش تغییر می‌کرد و حالش دگرگون می‌شد.[۹]

## بررسی صحت انتساب کتاب تعبیر خواب مشهور به ابن‌سیرین
ابن سیرین در تعبیر خواب تبحر داشت که نمونه‌هایی از آن در تاریخ آمده‌ است؛ با این وجود، اما کتابی در این زمینه از خود وی وجود ندارد و برخی از آنچه امروزه به عنوان تعبیر خواب ابن سیرین منتشر می‌شود، شاید گردآوری همان گزارش‌هایی باشد که از وی باقی مانده‌است و ممکن است تمام آنچه در این کتاب‌ها آمده نیز مستند به منبعی تاریخی نباشد و بر همین اساس، باید مورد به مورد آن را با توجه به منابع معتبر، مورد ارزیابی قرار داد.
افزون بر مطالعهٔ ناصر گذشته که پیش از این یاد شد، حسن انصاری مقاله‌ای مختصر و مفید دارد دربارهٔ ابوسعد خرگوشی نیشابوری صوفی شافعی اشعری مسلک (د ۴۰۶ یا ۴۰۷ ق) دارند با عنوان صوفی خواب‌گزار و کتاب ابن سیرین.
ایشان در آن مقاله از کتاب مهمی به نام البشارة و النذارة فی تعبیر الرویا یاد می‌کنند. این کتاب دارای ۵۹ باب است و تا زمان نگارش مقاله ایشان هنوز به چاپ نرسیده بود. خرگوشی در این کتاب مکرر از کتاب ابن سیرین بهره برده‌است و در عمده موارد سندی برای تعابیر خوابهایی که یاد کرده ارائه نمی‌کند. در بررسی نسبت این دو به این نتیجه رسیده‌اند:
«من به دلیل اینکه عکس کاملی از دست کم یکی از نسخه‌های کتاب خرگوشی در اختیار ندارم، نمی‌توانم ابعاد نسبت میان دو متن یاد شده را در اینجا بیان کنم اما بی تردید متنی که به ابن سیرین منسوب است تنها تحریری است از کتاب ابوسعد خرگوشی که دقیقاً روشن نیست چگونه و چه زمان بر اساس کتاب ابوسعد فراهم آمده‌است. در واقع کتاب تفسیر الاحلام ابن سیرین که مکرر به چاپ رسیده تنها نسخه‌ای است اندکی متفاوت با کتاب خرگوشی.»